# Illes Anjou
Les illes Anjou (iacut: Анжу арыылара; rus: острова́ Анжу́, ostrovà Anjú, de vegades transcrit Anzhu) són un subgrup de l'arxipèlag de Nova Sibèria, situat a l'Àrtida entre el mar de Làptev i el mar de la Sibèria Oriental. La superfície total de les illes Anjou és d'uns 29.000 km². Van rebre el nom en honor de l'explorador rus Piotr Anjou.
Les illes d'aquest subgrup són (D'oest a est hi ha tres illes: Belkovski, el conjunt format per Kotelni, la Terra de Bunge i Faddèievski i finalment Nova Sibèria.
Totes aquestes illes constitueixen una zona pràcticament deshabitada que només rep visites ocasionals. Foren descobertes per l'industrial rus Ivan Liàkhov el 1773. Administrativament les illes Anjou formen part de la república de Sakhà de la Federació Russa.